# Nokia Asha 205
El Nokia Asha 205 es un smartphone impulsado por Nokia con el sistema operativo Series 40. Fue lanzado a finales del 2012. Sus mayores características son el teclado QWERTY compacto y un botón Facebook, este permite acceder directamente a la aplicación correspondiente.

## Historia y disponibilidad
A diferencia de otros modelos de la serie Asha, este fue lanzado a finales del 2012 y no a comienzos. Se vende a 
aproximadamente € 70 (62 dólares).

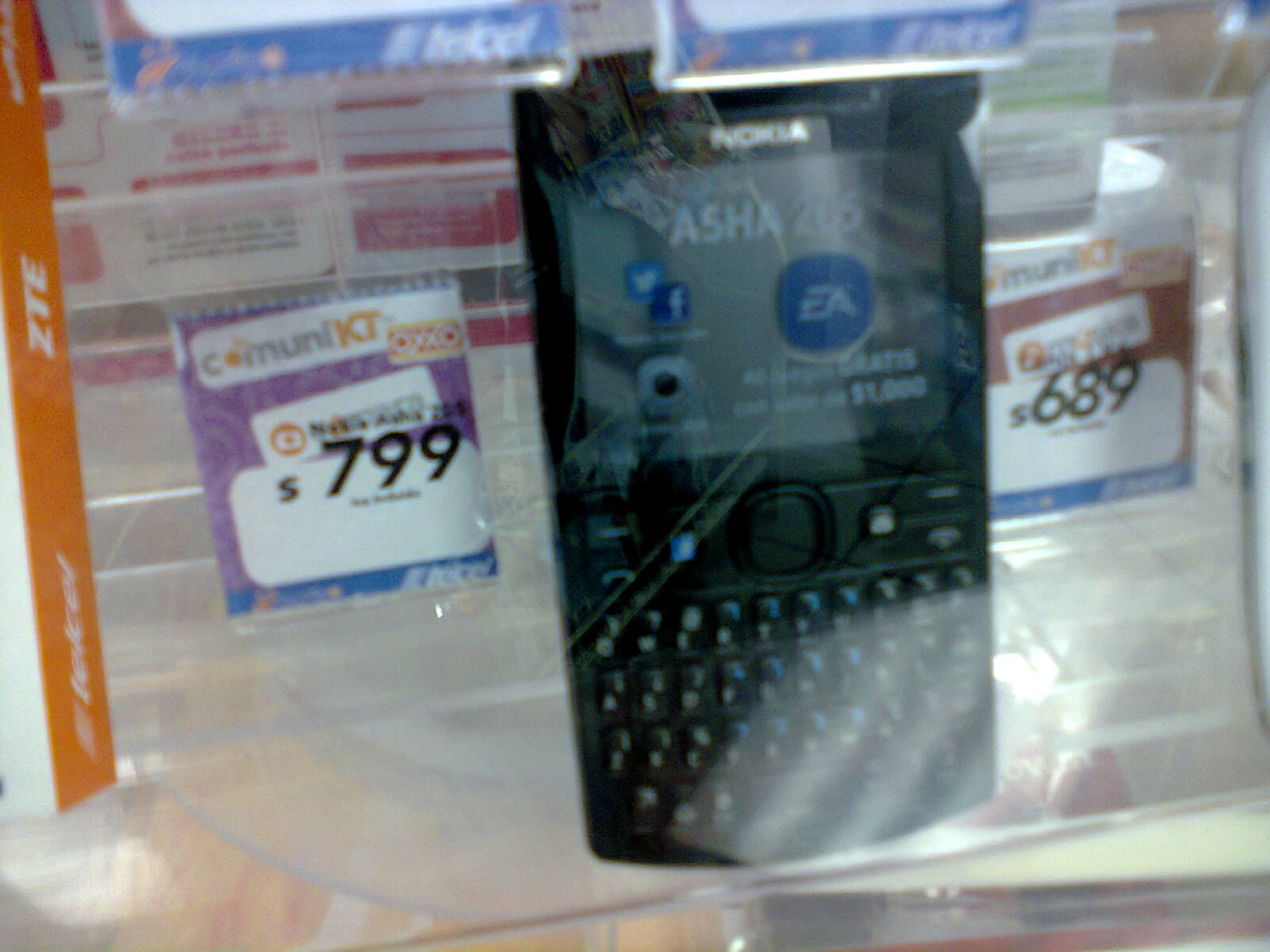
Ya Disponible Por Varios Oxxos en color negro

En China este fue denominado Nokia 2050, y en vez del botón Facebook posee el botón QQ, que es un servicio de mensajería instantánea famoso allí. También salió su sucesor denominado: Asha 210 con la diferencia que ahora tiene el botón para WhatsApp.

## Hardware

### Pantalla y entrada
El Nokia Asha 205 tiene una pantalla LCD de 2,4 pulgadas (66 mm) con una resolución de 320 × 240 pixeles (QVGA) estilo panorámico. Llega a mostrar hasta 65 536. Posee teclado QWERTY.